# Anthipes
Anthipes là một chi chim trong họ Muscicapidae.

## Các loài
- Anthipes monileger
- Anthipes solitaris